# Евангелие Эббона
Евангелие Эббона — рукописное Евангелие, выдающийся памятник средневекового книжного искусства.

## Описание
«Евангелие Эббона» было создано по указанию арихиепископа Реймсского Эббона (778—851) и является ярким художественно-историческим памятником эпохи Каролингского Возрождения. Начинается текст этого произведения с посвящения заказчику, архиепископу Эббону. Написано на латинском языке.
«Евангелие Эббона» создано около 825 года в Реймсе, либо в книжной мастерской бенедиктинского аббатства Сен-Пьер-д’Овиллер в Овиллере (близ Эперне), где примерно в это же время была написана и проиллюстрирована Утрехтская псалтырь. Изображения евангелистов в Евангелии Эббона весьма сходны с иллюстрациями, сделанными в Псалтыри, что позволяет сделать вывод о том, что над обеими рукописями работал один живописец. Обе книги представляют период расцвета т. н. каролингской Реймсской художественной школы.
Ещё до 835 года архиепископ Эббон подарил Евангелие Овилльерскому аббатству. В настоящее время рукопись хранится в городской библиотеке Эперне (Signatur Ms. 1).

## Галерея

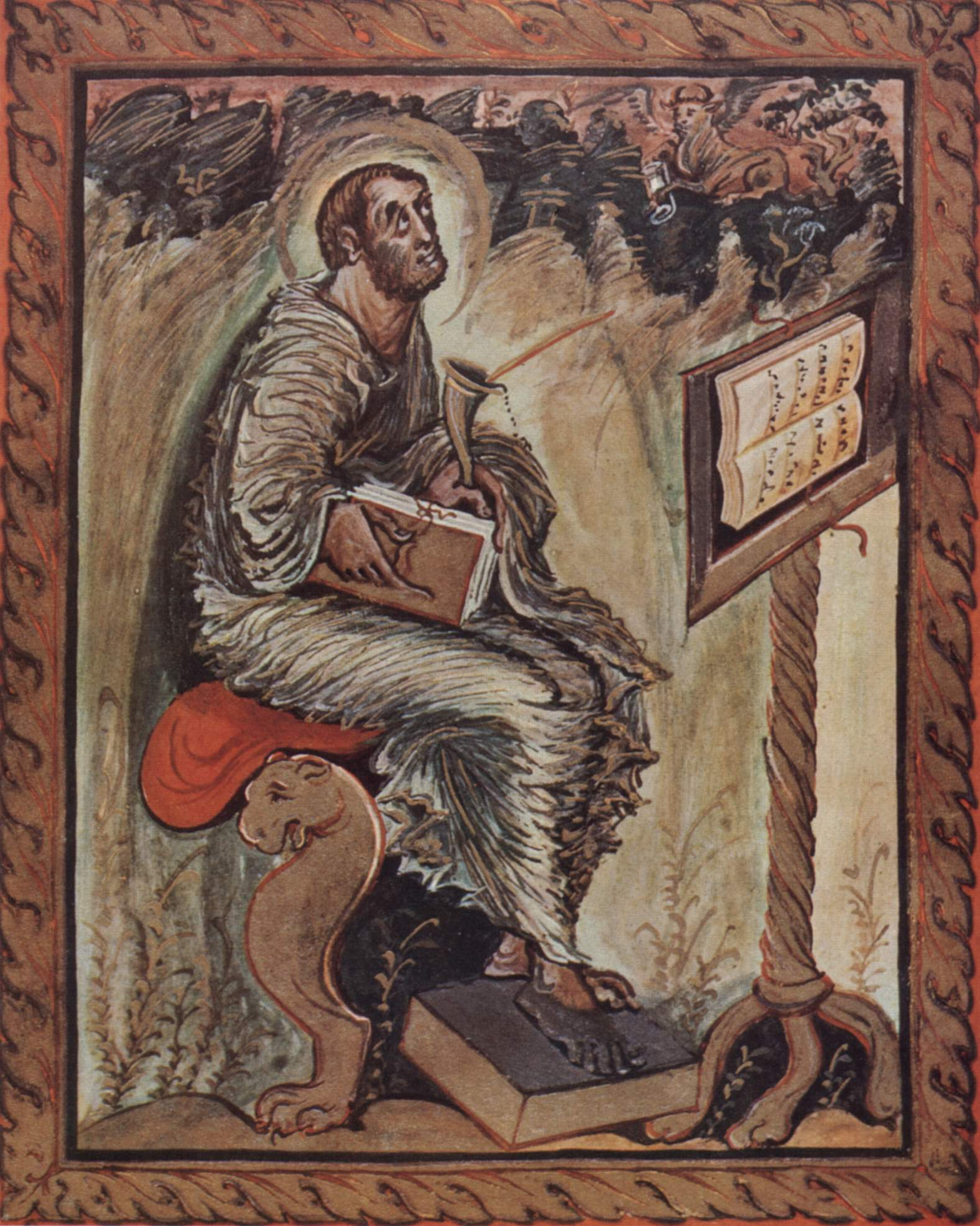
Евангелист Лука
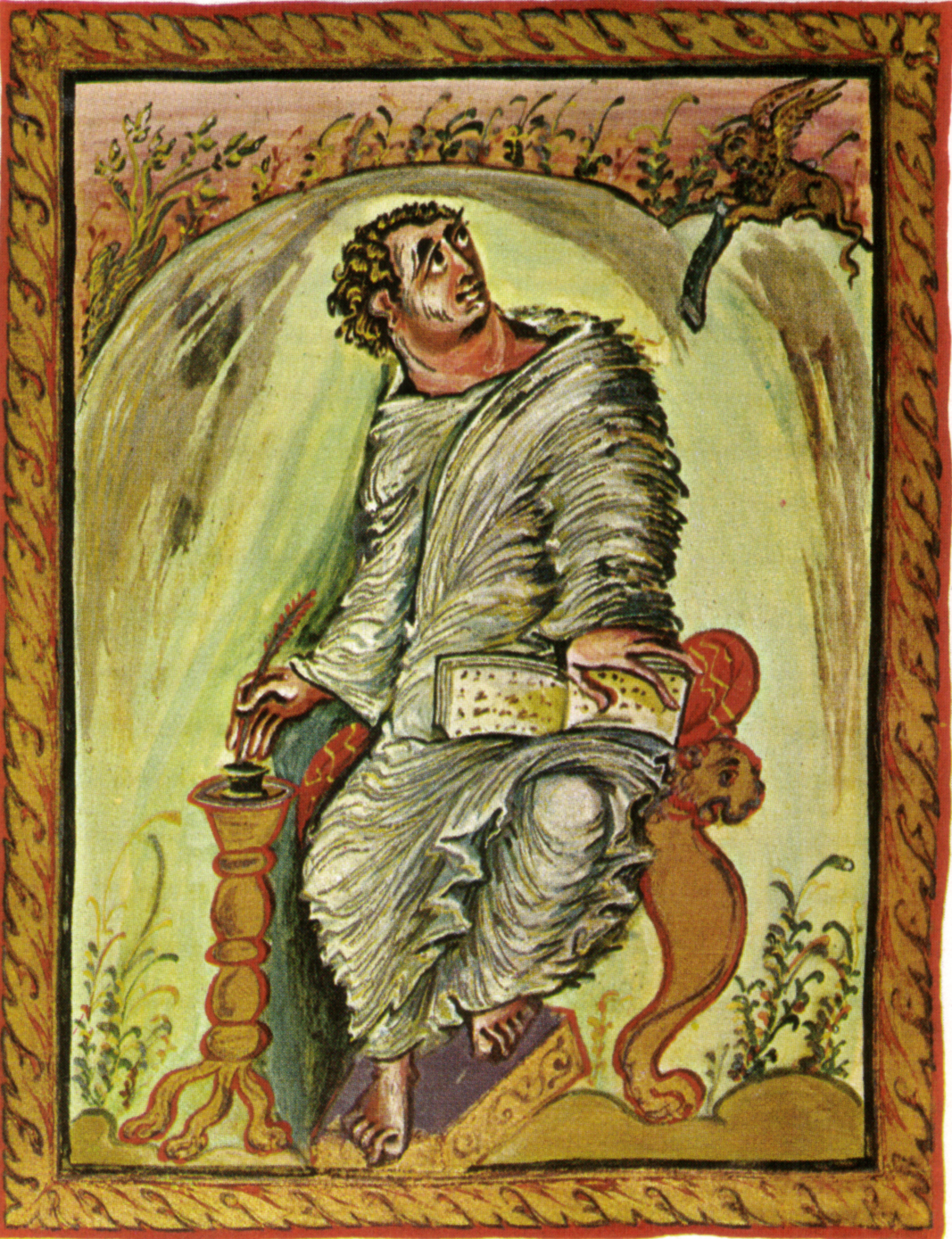
Евангелист Марк
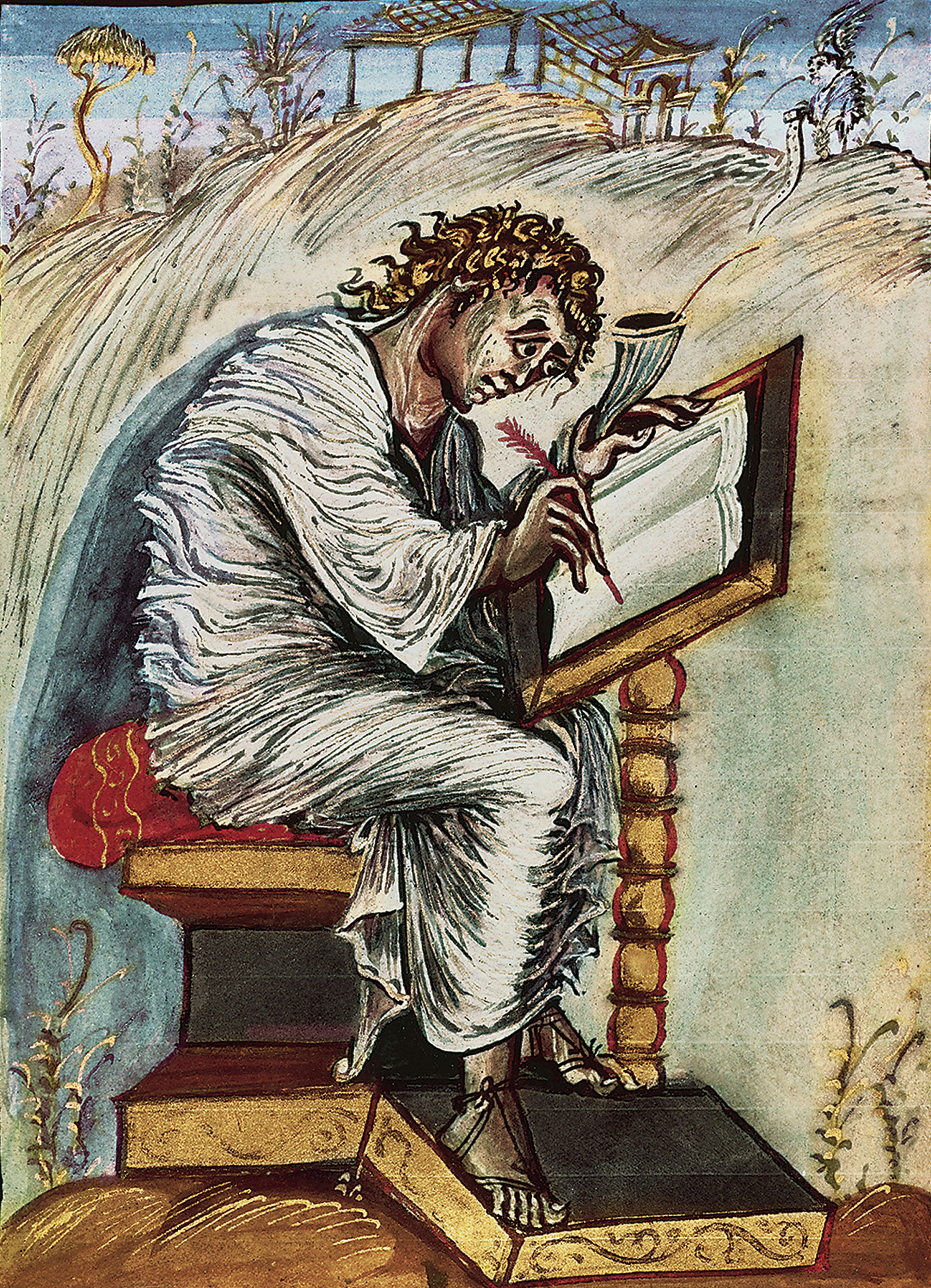
Евангелист Матфей
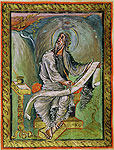
Евангелист Иоанн